# Od Lark Risea do Candleforda (televizijska serija)
Od Lark Risea do Candleforda je BBC-jeva televizijska adaptacija poluautobiografskih romana Flore Thompson. Radnja serije smještena je u 1880-e godine i prikazuje posljednje proplamsaje načina života koji je nestao bez traga kad je viktorijanska Engleska zakoračila u 20. stoljeće. Serija se oslanja na raskošnu galeriju likova i glumačku postavu koja zna dočarati malene sukobe, kao i romantične zaplete i nesporazume između sićušnoga Lark Risea i bjelosvjetski usmjerenoga Candleforda.

## Radnja
Serija Od Lark Risea do Candleforda smještena je u danas iščezli kutak ladanjske Engleske. Raskošna, duhovita i osjećajima prepuna serija prati veze dvaju oprečnih naselja, Lark Risea i Candleforda. Like Rise je seoce koje se krotko drži prošlosti, a Candleford maleno trgovište koje hrli u budućnost. Stanovnike ovih dvaju naselja pratimo kroz oči mlade Laure koja će pretrpjet prevrata i u sebi se naveliko boriti jer promjene nemilice nadiru. Laura sa 16 godina stupa u službu u poštanskom uredu u Candlefordu koji vodi hirovita Dorcas. Laura okreće leđa zaseoku svog djetinjstva i krči vlastiti životni put. Laurin odnos s Dorcas održava osjećajnu napetost serije. Laura sve te napetosti proživljava kroz vlastita osjećajna previranja. Dorcas je vuče na jednu stranu, a rodni dom i obitelj na drugu. vode U Candlefordu postoji prodavaonica ženske konfekcije koje vode sestre Pratt koje se zabavljaju kritizirajući živote drugih. One smatraju da je Laura neotesana i stalno dolaze u poštanski ured da bi dobile materijala za ogovaranje.

## Nagrade
Serija je osvojila Television and Radio Industries Club Awards za najbolji televizijski dramski program godine 2009.